# Iri-wa an-ajwo
Iri-wa an-ajwo (이리와 안아줘?, lett. "Vieni ad abbracciarmi"; titolo internazionale Come and Hug Me) è un drama coreano trasmesso su MBC dal 16 maggio al 19 luglio 2018.

## Trama
Yoon Na-moo, sedicenne tranquillo e introverso, e la sua coetanea Gil Nak-won, figlia di una popolare attrice, si innamorano l'uno dell'altra, ma quando il padre di Na-moo, il serial killer Yoon Hee-jae, che nutre un affetto malato per il figlio, uccide entrambi i genitori di Nak-won e cerca di togliere la vita anche alla ragazza, la loro breve storia d'amore giunge al termine. Dodici anni dopo, Nak-won ha cambiato nome in Han Jae-yi e fa l'attrice, mostrando al mondo una facciata serena nonostante il disturbo da panico causato dal suo traumatico passato. Na-moo è invece un detective alle prime armi e, nonostante si faccia chiamare Chae Do-jin e suo padre sia in prigione, continua a dover affrontare gli strascichi delle azioni compiute dal genitore. Quando Jae-yi inizia a ricevere dei messaggi minatori legati all'assassinio dei suoi genitori, lei e Do-jin si ritrovano e, mentre la polizia indaga per catturare il colpevole, cercano di superare le difficoltà per stare di nuovo insieme.

## Personaggi

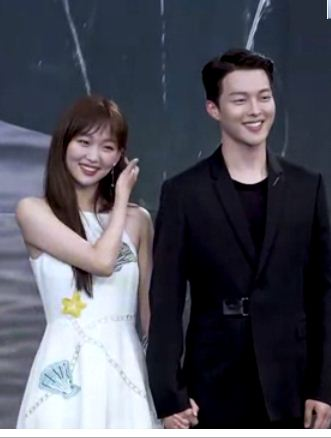
I protagonisti, Jin Ki-joo e Jang Ki-yong.

- Chae Do-jin/Yoon Na-moo, interpretato da Jang Ki-yong e Nam Da-reum (da adolescente)
- Han Jae-yi/Gil Nak-won, interpretata da Jin Ki-joo e Ryu Han-bi (da adolescente)
- Yoon Hee-jae, interpretato da Heo Joon-ho
- Gil Moo-won/Im Tae-kyung, interpretato da Yoon Jong-hoon e Jung Yoo-ahn (da adolescente)
Fratello adottivo di Nak-won.
- Yoon Hyun-moo, interpretato da Kim Kyung-nam e Kim Sang-woo (da adolescente)
Fratello maggiore di Na-moo.
- Kim Jong-hyun, interpretato da Kwon Hyuk-soo
Collega e amico di Do-jin.
- Chae Ok-hee, interpretata da Seo Jeong-yeon
Matrigna di Na-moo.
- Chae Seo-jin, interpretata da Choi Ri e Lee Ye-won (da bambina)
Sorellastra di Na-moo.
- Lee Yeon-ji, interpretata da Lee Da-in
Collega di Do-jin.
- Go Yi-seok, interpretato da Jung In-gi
- as Kang Nam-gil, interpretato da Min Sung-woo
- Han Ji-ho, interpretato da Yoon Ji-hye
- Pyo Taek, interpretato da Park Soo-young
Manager di Jae-yi.
- Cheon Se-kyung, interpretata da Jung Da-hye
Collega di Jae-yi.
- Gil Sung-sik, interpretato da Park Kyung-choo
Padre di Nak-won.
- Ji Hye-won, interpretata da Park Joo-mi
Madre di Nak-won.
- Park Hee-young, interpretato da Kim Seo-hyung
Giornalista.
- Lee Seung-woo/Yeom Ji-hong, interpretato da Hong Seung-bum
Fan di Yoon Hee-jae.
- Jeon Yoo-ra, interpretata da Bae Hae-seon
Fan di Yoon Hee-jae.

## Ascolti
| Episodio | Data di trasmissione | Dati TNMS           | Dati TNMS                  | Dati AGB            | Dati AGB                   |
| Episodio | Data di trasmissione | A livello nazionale | Area metropolitana di Seul | A livello nazionale | Area metropolitana di Seul |
| -------- | -------------------- | ------------------- | -------------------------- | ------------------- | -------------------------- |
| 1        | 16 maggio 2018       | 4,0%                | 4,2%                       | 3,1%                | 3,3%                       |
| 2        | 16 maggio 2018       | 4,9%                | 5,0%                       | 3,9%                | 4,1%                       |
| 3        | 17 maggio 2018       | 4,2%                | 4,4%                       | 3,8%                | 4,0%                       |
| 4        | 17 maggio 2018       | 5,0%                | 5,2%                       | 4,4%                | 4,6%                       |
| 5        | 23 maggio 2018       | 4,8%                | 5,0%                       | 4,2%                | 4,4%                       |
| 6        | 23 maggio 2018       | 5,2%                | 5,4%                       | 4,7%                | 4,9%                       |
| 7        | 24 maggio 2018       | 5,3%                | 5,5%                       | 4,6%                | 4,8%                       |
| 8        | 24 maggio 2018       | 6,3%                | 6,8%                       | 5,4%                | 5,9%                       |
| 9        | 30 maggio 2018       | 5,9%                | 6,1%                       | 4,3%                | 4,5%                       |
| 10       | 30 maggio 2018       | 6,5%                | 7,4%                       | 5,1%                | 6,0%                       |
| 11       | 31 maggio 2018       | 5,7%                | 6,8%                       | 5,3%                | 6,3%                       |
| 12       | 31 maggio 2018       | 6,2%                | 7,3%                       | 5,9%                | 7,1%                       |
| 13       | 6 giugno 2018        | 4,7%                | 4,9%                       | 4,3%                | 4,5%                       |
| 14       | 6 giugno 2018        | 4,9%                | 5,1%                       | 4,5%                | 4,7%                       |
| 15       | 14 giugno 2018       | 7,4%                | 7,6%                       | 3,4%                | 3,5%                       |
| 16       | 14 giugno 2018       | 7,9%                | 8,2%                       | 7,9%                | 8,0%                       |
| 17       | 21 giugno 2018       | 5,0%                | 5,3%                       | 3,7%                | 3,8%                       |
| 18       | 21 giugno 2018       | 5,8%                | 6,0%                       | 4,9%                | 4,9%                       |
| 19       | 28 giugno 2018       | 3,0%                | 3,5%                       | 2,6%                | 3,4%                       |
| 20       | 28 giugno 2018       | 4,9%                | 5,7%                       | 5,2%                | 5,6%                       |
| 21       | 4 luglio 2018        | 3,9%                | 4,6%                       | 3,8%                | 4,9%                       |
| 22       | 4 luglio 2018        | 5,6%                | 6,4%                       | 5,2%                | 5,6%                       |
| 23       | 5 luglio 2018        | 4,5%                | 5,3%                       | 4,1%                | 4,8%                       |
| 24       | 5 luglio 2018        | 5,7%                | 6,5%                       | 5,3%                | 5,7%                       |
| 25       | 11 luglio 2018       | 4,1%                | 5,0%                       | 3,7%                | 4,4%                       |
| 26       | 11 luglio 2018       | 5,2%                | 5,9%                       | 4,7%                | 5,6%                       |
| 27       | 12 luglio 2018       | 5,9%                | 6,8%                       | 4,3%                | 5,0%                       |
| 28       | 12 luglio 2018       | 6,9%                | 8,0%                       | 5,8%                | 5,8%                       |
| 29       | 18 luglio 2018       | 4,8%                | 5,0%                       | 4,2%                | 4,5%                       |
| 30       | 18 luglio 2018       | 6,0%                | 6,3%                       | 5,4%                | 5,8%                       |
| 31       | 19 luglio 2018       | 5,3%                | 5,5%                       | 5,1%                | 5,6%                       |
| 32       | 19 luglio 2018       | 6,6%                | 7,1%                       | 5,9%                | 6,5%                       |
| Media    | Media                | 5,4%                | 5,9%                       | 4,5%                | 5,0%                       |

## Colonna sonora
1. Crying Silently (소리 없이 운다) – Yang Yo-seob (Highlight)
2. Don't Disappear (사라지지 마) – Yujeong e Soyeon (Laboum)
3. Times Without You (너 없는 시간) – Na Yoon-kwon
4. Yesterday – Vincent
5. Desperately Wanted (간절히 원하면) – Ahn Hyun-jeong
6. I Promise You – Park Da-bin

## Riconoscimenti
- APAN Star Award[4]
  - 2018 – Candidatura Best Supporting Actor a Heo Joon-ho
  - 2018 – Candidatura Best Supporting Actress a Seo Jeong-yeon
- The Seoul Award[5]
  - 2018 – Candidatura Best Supporting Actor a Heo Joon-ho
  - 2018 – Candidatura Best New Actor a Jang Ki-yong
  - 2018 – Special Acting Award a Heo Joon-ho
- MBC Drama Award[6]
  - 2018 – Candidatura Drama of the Year
  - 2018 – Candidatura Top Excellence Award, Actor in a Wednesday-Thursday Miniseries a Heo Joon-ho
  - 2018 – Excellence Award, Actor in a Wednesday-Thursday Drama a Jang Ki-yong
  - 2018 – Candidatura Excellence Award, Actress in a Wednesday-Thursday Drama a Jin Ki-joo
  - 2018 – Candidatura Best Supporting Cast in Wednesday-Thursday Miniseries a Kim Seo-hyung
  - 2018 – Candidatura Best Supporting Cast in Wednesday-Thursday Miniseries a Seo Jeong-yeon
  - 2018 – PD Award a Heo Joon-ho
  - 2018 – Golden Acting Award a Heo Joon-ho
  - 2018 – Best New Actor a Kim Kyung-nam
  - 2018 – Best Young Actress a Ryu Han-bi
  - 2018 – Best Couple Award a Jang Ki-yong e Jin Ki-joo
- Asian Television Award[7]
  - 2018 – Candidatura Best Drama Series